# Prasselörter
Prasselörter (Paronychia) är ett släkte av nejlikväxter. Prasselörter ingår i familjen nejlikväxter.

## Bildgalleri

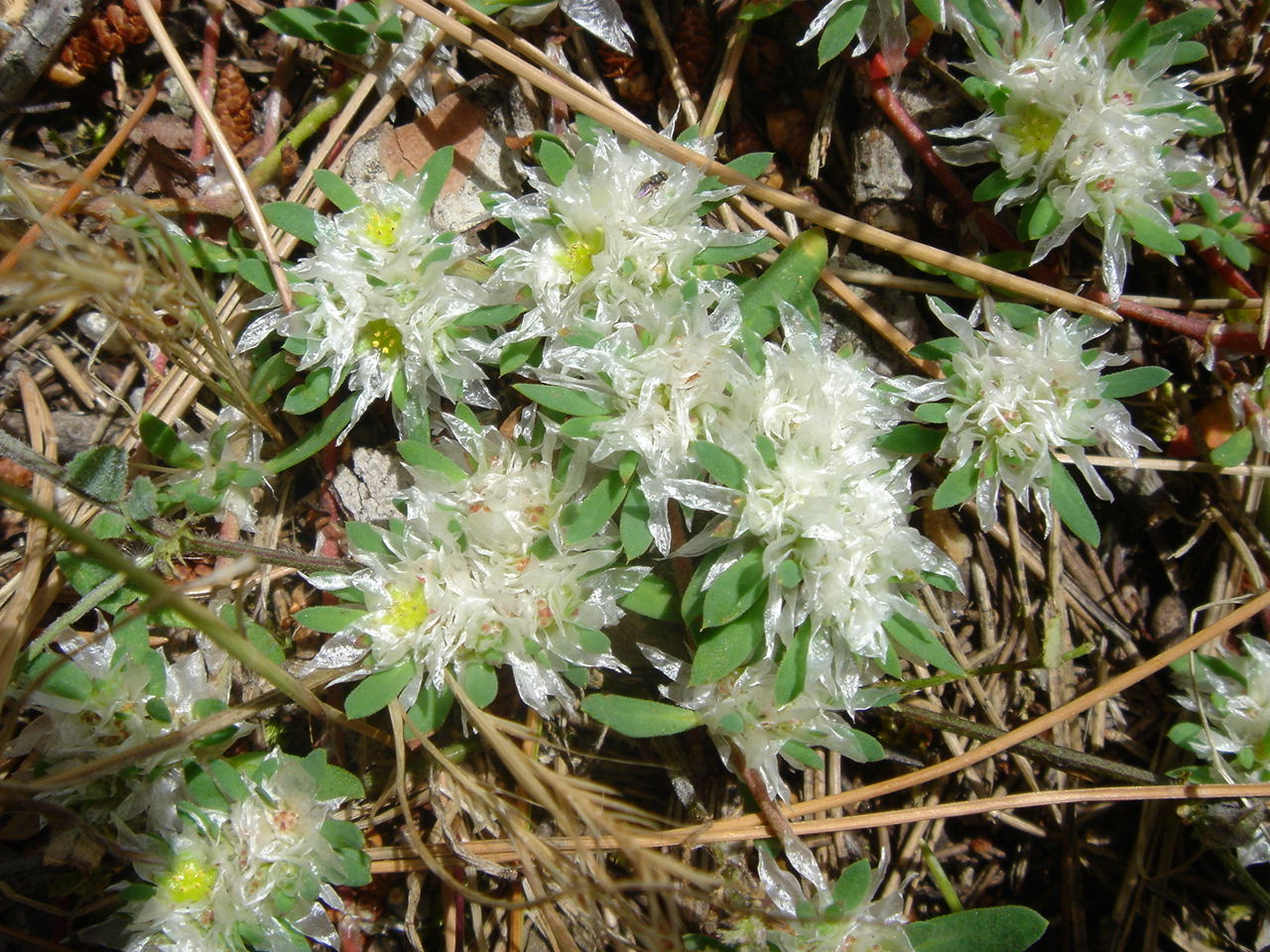
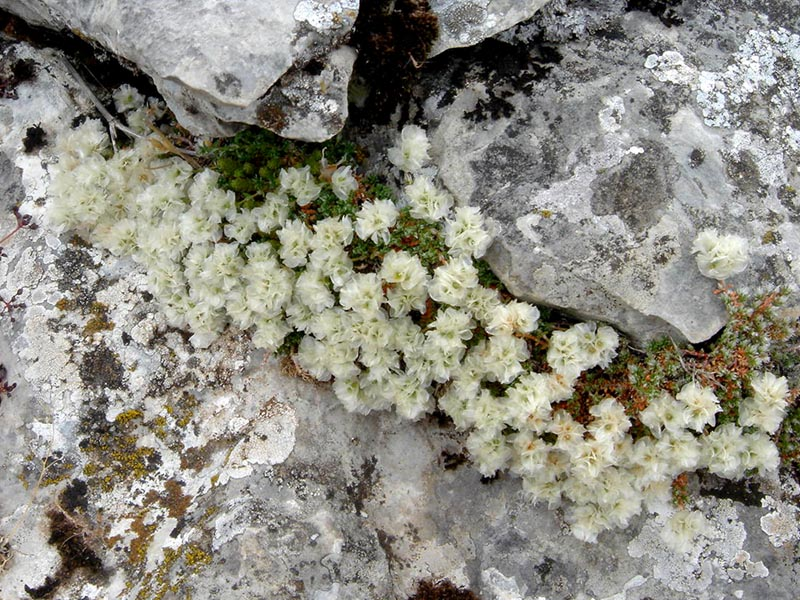

## Dottertaxa till Prasselörter, i alfabetisk ordning[1]
- Paronychia adalia
- Paronychia ahartii
- Paronychia albanica
- Paronychia albomarginata
- Paronychia amani
- Paronychia americana
- Paronychia anatolica
- Paronychia andina
- Paronychia angorensis
- Paronychia arabica
- Paronychia aretioides
- Paronychia argentea
- Paronychia argyrocoma
- Paronychia argyroloba
- Paronychia azerbaijanica
- Paronychia baldwinii
- Paronychia beauverdii
- Paronychia birmanica
- Paronychia bogotensis
- Paronychia boissieri
- Paronychia bornmuelleri
- Paronychia brasiliana
- Paronychia bryoides
- Paronychia bungei
- Paronychia cabrerae
- Paronychia caespitosa
- Paronychia camphorosmoides
- Paronychia canadensis
- Paronychia canariensis
- Paronychia capitata
- Paronychia carica
- Paronychia cataonica
- Paronychia cephalotes
- Paronychia chabloziana
- Paronychia chartacea
- Paronychia chilensis
- Paronychia chionaea
- Paronychia chlorothyrsa
- Paronychia communis
- Paronychia condensata
- Paronychia congesta
- Paronychia coquimbensis
- Paronychia davisii
- Paronychia depressa
- Paronychia discoveryi
- Paronychia drummondii
- Paronychia dudleyi
- Paronychia echinulata
- Paronychia ellenbergii
- Paronychia erecta
- Paronychia euphratica
- Paronychia fasciculata
- Paronychia fastigiata
- Paronychia franciscana
- Paronychia fusciflora
- Paronychia galatica
- Paronychia herniarioides
- Paronychia hieronymi
- Paronychia hintoniorum
- Paronychia illecebroides
- Paronychia jamesii
- Paronychia johnstonii
- Paronychia jonesii
- Paronychia jordanica
- Paronychia kapela
- Paronychia kayseriana
- Paronychia kotschyana
- Paronychia kurdica
- Paronychia libertadiana
- Paronychia limae
- Paronychia lindheimeri
- Paronychia lycica
- Paronychia macbridei
- Paronychia maccartii
- Paronychia macedonica
- Paronychia macrosepala
- Paronychia mandoniana
- Paronychia maroccana
- Paronychia mesopotamica
- Paronychia mexicana
- Paronychia microphylla
- Paronychia monticola
- Paronychia mughlaei
- Paronychia muschleri
- Paronychia palaestina
- Paronychia paphlagonica
- Paronychia paranensis
- Paronychia patula
- Paronychia peruviana
- Paronychia polygonifolia
- Paronychia pontica
- Paronychia przewalskii
- Paronychia pulvinata
- Paronychia rechingeri
- Paronychia revoluta
- Paronychia rugelii
- Paronychia saxatilis
- Paronychia sessiliflora
- Paronychia setacea
- Paronychia setigera
- Paronychia sinaica
- Paronychia sintenisii
- Paronychia somaliensis
- Paronychia splendens
- Paronychia suffruticosa
- Paronychia tunisiana
- Paronychia turcica
- Paronychia ubinensis
- Paronychia weberbaueri
- Paronychia velata
- Paronychia wilkinsonii
- Paronychia virginica